# Paectes endochlora
Paectes endochlora är en fjärilsart som beskrevs av William Schaus 1911. Paectes endochlora ingår i släktet Paectes och familjen nattflyn. Inga underarter finns listade i Catalogue of Life.